# Черноморский 149-й пехотный полк
149-й пехотный Черноморский полк — пехотная воинская часть Русской императорской армии.
Полковой праздник — 30 августа.
Старшинство по состоянию на 1914: 6 ноября 1863 года.

## История
Полк составился из трёх отдельных частей в период 1863—1874 годов.
6 ноября 1863 года из 5-х резервных батальонов лейб-гренадерского Эриванского и Апшеронского пехотного полков сформирован в составе трёх батальонов (впоследствии 2, 3 и 4-й батальоны полка) как Черноморский пехотный полк.
С 25 марта 1864 года — 149-й пехотный Черноморский полк.
18 сентября 1871 года шефом полка назначен великий князь Михаил Николаевич, полк назван 149-й пехотный Черноморский Его Императорского Высочества Великого Князя Михаила Николаевича полк.
1 августа 1874 года к полку присоединён 11-й Кавказский линейный батальон, ставший 1-м батальоном полка.
Полк принимал участие в Русско-турецкой войне 1877—1878 годов на кавказском фронте.
В 1884 установлено общее старшинство батальонов полка — 6 ноября 1863 года.
В 1894 году полк перемещён с Кавказа в Варшавский военный округ.
С 30 декабря 1909 года, в связи со смертью шефа, — 149-й пехотный Черноморский полк.
Активный участник Первой мировой войны. 8 ноября 1914 г. в бою у Юлеевского леса захватил 3 действующих германских пулемёта.

## 1-й батальон полка
1-й батальон полка поступил в состав полка в 1874.

### История батальона
Сформирован в 1711 как батальон тамбовского гарнизонного полка, ставшего к 1777 старым севастопольским мушкетерским полком.
- 21 марта 1834 севастопольский полк был разделен на отдельные батальоны. 3-й батальон полка назван грузинский линейный батальон № 13

- с 8 августа 1840 грузинский линейный батальон № 15

- с 31 августа 1842 грузинский линейный батальон № 16

- с 16 декабря 1845 грузинский линейный батальон № 10

- с 5 декабря 1849 грузинский линейный батальон № 19

- с 8 апреля 1858 кавказский линейный батальон № 19

- с 23 марта 1868 кавказский линейный батальон № 11

В 1834—1864 участвовал в подавлении Кавказского мятежа.
знаки отличия батальона при поступлении в полк
- георгиевское знамя пожалованное в 1868 году с надписью «За мужество и храбрость в войне с Кавказскими горцами и в особенности в 1831 году 25-го Июня при кр. Внезапной и 1-го Июля при Ахташъ-Аухе» позже ставшее полковым знаменем.

(прежним знаменем батальона было знамя севастопольского мушкетёрского полка 1799 года)
- у знамени была юбилейная александровская лента, выданная в 1838 году с надписью 1711—1838. В 1884 лента была сдана в тифлисский арсенал.
- Знаки нагрудные для офицеров и головные для нижних чинов с надписью: «За отличие при покорении Западного Кавказа в 1864 году» (в стрелковой, а позже 1-й роте батальона)

## 2-й батальон полка
1-м батальоном полка (с 1874 года — 2-й батальон полка) стал 5-й резервный батальон лейб-гренадерского Эриванского полка.
Батальон был сформирован в 1854 году как 5-й запасной батальон Эриванского карабинерного Его Императорского Высочества Наследника Цесаревича полка
знаки отличия батальона при поступлении в полк.
- Простое знамя без надписи, пожалованное в 1859 году в бытность 6-м резервным батальоном лейб-гренадерского Эриванского полка

## 3-й батальон полка
2-м батальоном полка (с 1874 года — 3-й батальон полка) стал 5-й резервный батальон пехотного Апшеронского полка.
Батальон был сформирован 14 июля 1841 года как 6-й резервный батальон (с 1862 — 5-й резервный) пехотного Апшеронского полка
знаки отличия батальона при поступлении в полк.
- Простое знамя без надписи, полученное при формировании батальона в 1841 году.

## 4-й батальон полка
3-й батальон полка (с 1874 года — 4-й батальон полка) был сформирован в 1863 при формировании полка.
знаки отличия батальона при поступлении в полк.
- Простое знамя без надписи, полученное при формировании батальона в 1863 году.

## Шефы полка
- 18.09.1871 — 30.12.1909 — великий князь Михаил Николаевич

## Командиры полка
- 12.12.1863 — хх.01.1868 — полковник Виберг, Александр Карлович
- 31.01.1868 — 11.11.1870 — полковник Цытович, Эраст Степанович
- хх.хх.1870 — 28.08.1871 — полковник Рар, Герман Ермолаевич
- 28.08.1871 — 06.05.1878 — полковник Трейтер, Василий Васильевич
- 06.05.1878 — 15.03.1883 — полковник Макеев, Михаил Петрович
- 18.04.1883 — 19.07.1890 — полковник фон Крузенштерн, Павел Карлович
- 19.07.1890 — 05.03.1892 — полковник Савченко, Севастьян Матвеевич
- 16.03.1892 — 24.07.1898[2] — полковник Ковецкий, Михаил Цезаревич
- 20.08.1898 — 22.07.1902 — полковник Иевреинов, Иван Иосифович
- 09.10.1902 — 08.06.1907 — полковник Зубов, Сергей Александрович
- 13.07.1907 — 05.05.1910 — полковник Лаврентьев, Дмитрий Яковлевич
- 05.05.1910 — 16.01.1913 — полковник Троцкий, Дмитрий Павлович
- 22.02.1913 — 27.03.1915 — полковник Ольшевский, Наркисс Иосифович
- 07.04.1915 — 26.02.1917 — полковник Литот-Лотоцкий, Яков Николаевич
- 18.03.1917 — после 31.08.1917 — полковник Белогорцев, Владимир Фёдорович

## Знаки отличия полка к 1914
- Георгиевское знамя 1868 года с надписью «За мужество и храбрость в войне с Кавказскими горцами и в особенности в 1831 году 25-го Июня при кр. Внезапной и 1-го Июля при Ахташ-Аухе»
- Знаки нагрудные для офицеров и головные для нижних чинов с надписью: «За отличие при покорении Западного Кавказа в 1864 году» (в 1-й роте 1-го батальона)
- Знаки нагрудные для офицеров и головные для нижних чинов с надписью: «За отличие в Турецкую войну 1877 и 1878 годов» (во 2-м и 4-м батальонах)

## Известные люди, служившие в полку
- Гаджаев, Александр-Бек Агабян-Бек
- Курсаков, Павел Трофимович
- Склянский, Эфраим Маркович
- Конаков Николай Павлович

## примечание
Все даты приведены по старому стилю.